# Jüdischer Friedhof (Rülfenrod)
Der Jüdische Friedhof in Rülfenrod, im Ortsteil der Gemeinde Gemünden im mittelhessischen Vogelsbergkreis in Hessen, befindet sich am Ortsrand in der Nähe des christlichen Friedhofs.

## Geschichte
Der jüdische Friedhof wurde 1840 am Ortsrand angelegt. Der jüdischen Gemeinde Rülfenrod wurde am 4. März 1840 ein Gartengrundstück für 23 Gulden verkauft, auf dem sich der jüdische Friedhof befindet. Es bestehen noch zwei Grabsteine für Eduard Levi (1910–1913) und Levi Levi mit Regine Levi, geb. Gottlieb (1839–1867). Die Friedhofsfläche umfasst 2,00 Ar.
In der Denkmaltopographie zum Vogelsbergkreis ist der Friedhof mit dem Hinweis versehen, dass das Denkmalverzeichnis für diesen Bereich noch nicht vorliegt und noch keine Benehmensherstellung mit der Gemeinde erfolgt ist. Grundsätzlich wird der Friedhof jedoch als Kulturdenkmal aus geschichtlichen und wissenschaftlichen Gründen gewertet. Die Aufnahme in das Denkmalverzeichnis ist vorgesehen.